# 大阪市電7系統
大阪市電7号系統は、かつて大阪市交通局が経営していた大阪市営電気鉄道（大阪市電）の運転系統（1959年（昭和34年）当時） 及び、その路線名。

## 概要
- 所属車庫：今里車庫
- 色　　　別：■

## 駅一覧
| 駅名             | 接続路線                                                                    | 道路名     | 所在地 |
| ---------------- | --------------------------------------------------------------------------- | ---------- | ------ |
| 福島西通         | 大阪市電：大阪市電：浄正橋通・亀甲町方面                                    | あみだ池筋 | 大阪市 |
| 堂島大橋北詰     |                                                                             | あみだ池筋 | 大阪市 |
| 堂島大橋         |                                                                             | あみだ池筋 | 大阪市 |
| 江戸堀北通四丁目 | 大阪市電：江戸堀北通三丁目・江戸堀北通五丁目方面                            | あみだ池筋 | 大阪市 |
| 京町堀通四丁目   |                                                                             | あみだ池筋 | 大阪市 |
| 岡崎橋           |                                                                             | あみだ池筋 | 大阪市 |
| 西立売堀         |                                                                             | あみだ池筋 | 大阪市 |
| 白髪橋           | 大阪市電：西長堀北通・西区役所前方面                                        | あみだ池筋 | 大阪市 |
| あみだ池         |                                                                             | あみだ池筋 | 大阪市 |
| 桜川二丁目       | 大阪市電：幸町四丁目・幸町一丁目方面                                        | あみだ池筋 | 大阪市 |
| 赤手拭稲荷前     |                                                                             | あみだ池筋 | 大阪市 |
| 立葉町           |                                                                             | あみだ池筋 | 大阪市 |
| 芦原橋           | 大阪市電：栄町方面                                                          |            | 大阪市 |
| 勘助町           |                                                                             |            | 大阪市 |
| 大国町           | 大阪市電：元町五丁目方面                                                    | 国道25号   | 大阪市 |
| 戎神社前         |                                                                             | 国道25号   | 大阪市 |
| 恵美須町         | 大阪市電：霞町・日本橋五丁目方面 大阪市営地下鉄：1号線 南海電気鉄道：阪堺線 | 国道25号   | 大阪市 |
| 天王寺公園前     |                                                                             | 国道25号   | 大阪市 |
| 天王寺西門前     | 大阪市電：阿倍野橋・天王寺椎寺町方面                                        | 国道25号   | 大阪市 |
| 大道二丁目       |                                                                             | 国道25号   | 大阪市 |
| 寺田町           | 大阪市電：南河堀町・国分町方面                                              | 国道25号   | 大阪市 |
| 寺田町駅前       | 日本国有鉄道：城東線                                                        | 国道25号   | 大阪市 |
| 源が橋           |                                                                             | 国道25号   | 大阪市 |
| 林寺新家町       |                                                                             | 国道25号   | 大阪市 |
| 桑津北口         |                                                                             | 国道25号   | 大阪市 |
| 百済             |                                                                             | 国道25号   | 大阪市 |

## 備考
本系統は今里車庫が担当しており、霞町玉造線の一部が1961年11月1日に（トロリーバスへの転換で）廃止された際には、車庫と接続する路線がなくなってしまうため、霞町玉造線のうち寺田町 - 下味原町間を回送用線路として残していた。